# Umberto Colombo
Pour les articles homonymes, voir Umberto Colombo (football) et Colombo (homonymie).
Umberto Colombo (né le 20 décembre 1927à Livourne, Toscane - mort le 13 mai 2006 à Rome) est un scientifique et homme politique italien du XXe siècle.

## Biographie
Diplômé en chimie à l'université de Pavie en 1950, Umberto Colombo est un spécialiste reconnu des questions d'énergie. De mai 1993 à mai 1994 il a été ministre des Universités et de la Recherche scientifique dans le gouvernement présidé par Carlo Azeglio Ciampi.
Umberto Colombo est, depuis 1974, membre de l'Académie des Lyncéens et de l'Académie des sciences italienne. Il est également membre honoraire du Club de Rome.

## Publications
- Formulation of Research Policies (1967)
- Chemical and Mechanical Behavior of Inorganic Materials (1970)
- Science, Growth and Society (1971)
- The Science of Materials used in Advanced Technology (1973)
- Electronic Materials (1974)
- Scienza dei materiali (1974)
- Stato solido, atomi e legami (1975)
- Energy R & D (1975)
- Oltre l'età dello spreco (1976)
- WAES - Energy Global Prospects 1985 - 2000 (1977)
- Reducing Malnutrition in Developing Countries: Increasing Rice Production in South and South East Asia (1978)
- Il rapporto WAES-Italia: le alternative strategiche per una politica energetica (1978)
- In Favour of an Energy - Efficient Society (1979)
- A Low Energy Growth 2030 Scenario and the Perspectives for Western Europe (1979)
- La speranza tecnologica (1980)
- The European Community and Innovation. Opportunities, Constraints and Recommendations (1980)
- Future Coal Prospects (1980)
- Science and Future Choices (1980)
- Technical Change and Economic Policy - Science and Technology in the New Economic and Social Context (1980)
- Il secondo pianeta (1982)
- R, D&D to Promote European Industry. A Report to the Commission of the European Communities (1982)
- Review on the Innovation Policies in France - A Report to the OECD (1986)
- Scienza e tecnologia verso il XXI secolo (1988)
- The Review of ESPRIT 1984-1988 - A Report to the Commission of the European Communities (1989)
- The Framework Programme Evaluation Panel Report to the Commission of the European Communities (1989)
- Le frontiere della tecnologia (1990)
- Energia: storia e scenari (1996)
- Making progress happen through development, application and diffusion of information technologies (1997)
- 1996 Annual Monitoring Report on the Fourth Framework Programme and the Euratom Framework Programme (1997)
- 1999 Scientific Audit Report, Institute for Prospective Technological Studies, A Report to the Commission of the European Union (2000)